# Laurindo de Avelar e Almeida

Armas do barão de Avelar e Almeida.

Laurindo de Avelar e Almeida, primeiro e único barão de Avelar e Almeida (Vassouras, 5 de dezembro de 1849 – Rio de Janeiro, 25 de novembro de 1902); foi um cafeicultor brasileiro na região de Avelar, na então província do Rio de Janeiro. Filho de José de Avelar e Almeida, barão do Ribeirão. Casou-se três vezes: com sua sobrinha Maria José de Avelar, com sua sobrinha Laurinda de Avelar Werneck e, em 1880, com Maria Ursulina Peçanha da Silva.

## Títulos nobiliárquicos
Comendador da Imperial Ordem de Cristo.
Barão de Avelar e Almeida
Título conferido por decreto imperial em 7 de janeiro de 1881.